# Andreas Thamasch
Andreas Thamasch (auch: Damasch, Tamasch; * 4. November 1639 in See, Paznauntal, Grafschaft Tirol; † 9. Dezember 1697 in Stams im Inntal) war ein österreichischer Bildhauer des Barock.

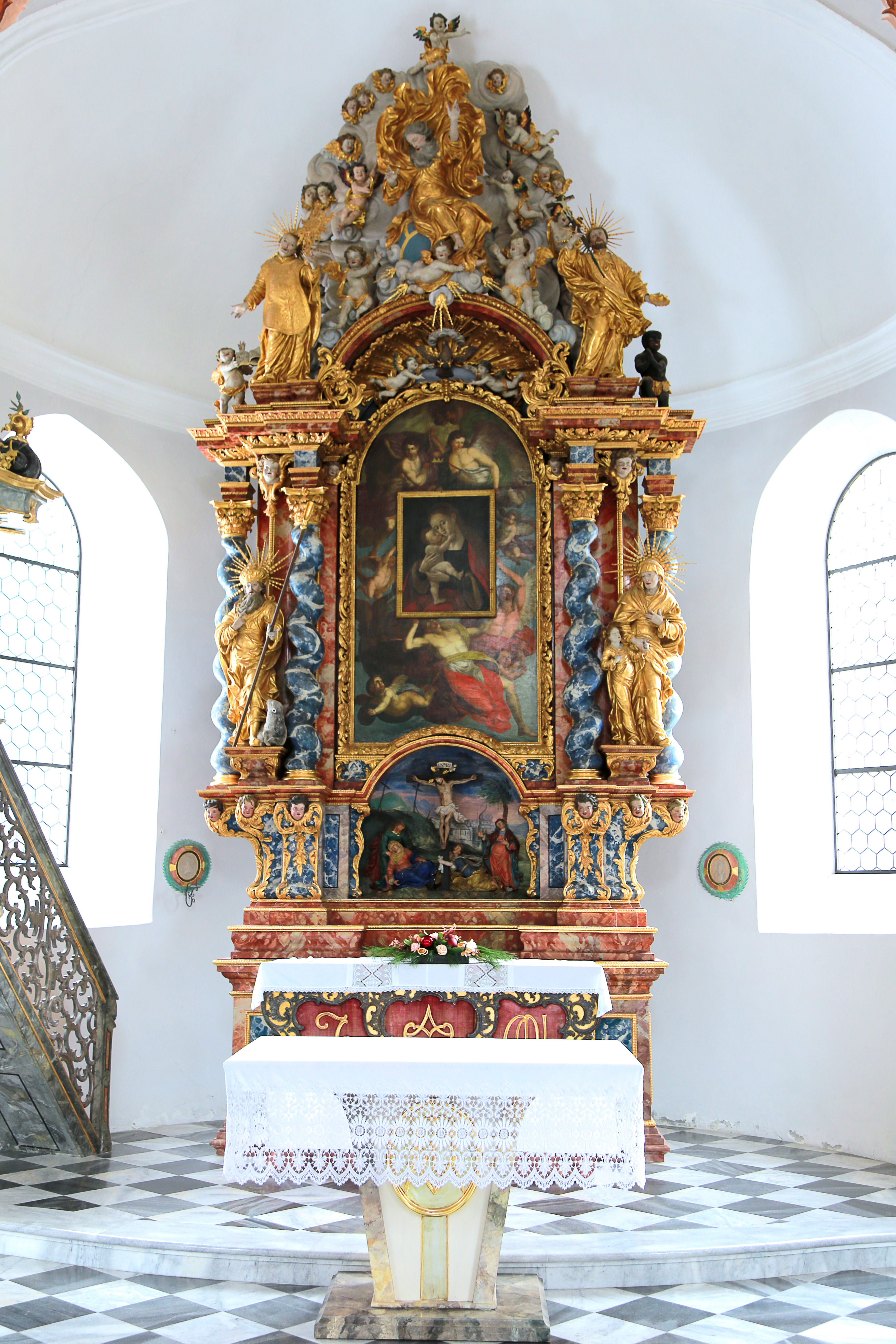
Marienaltar in der Mariahilfkapelle Birkenberg in Telfs

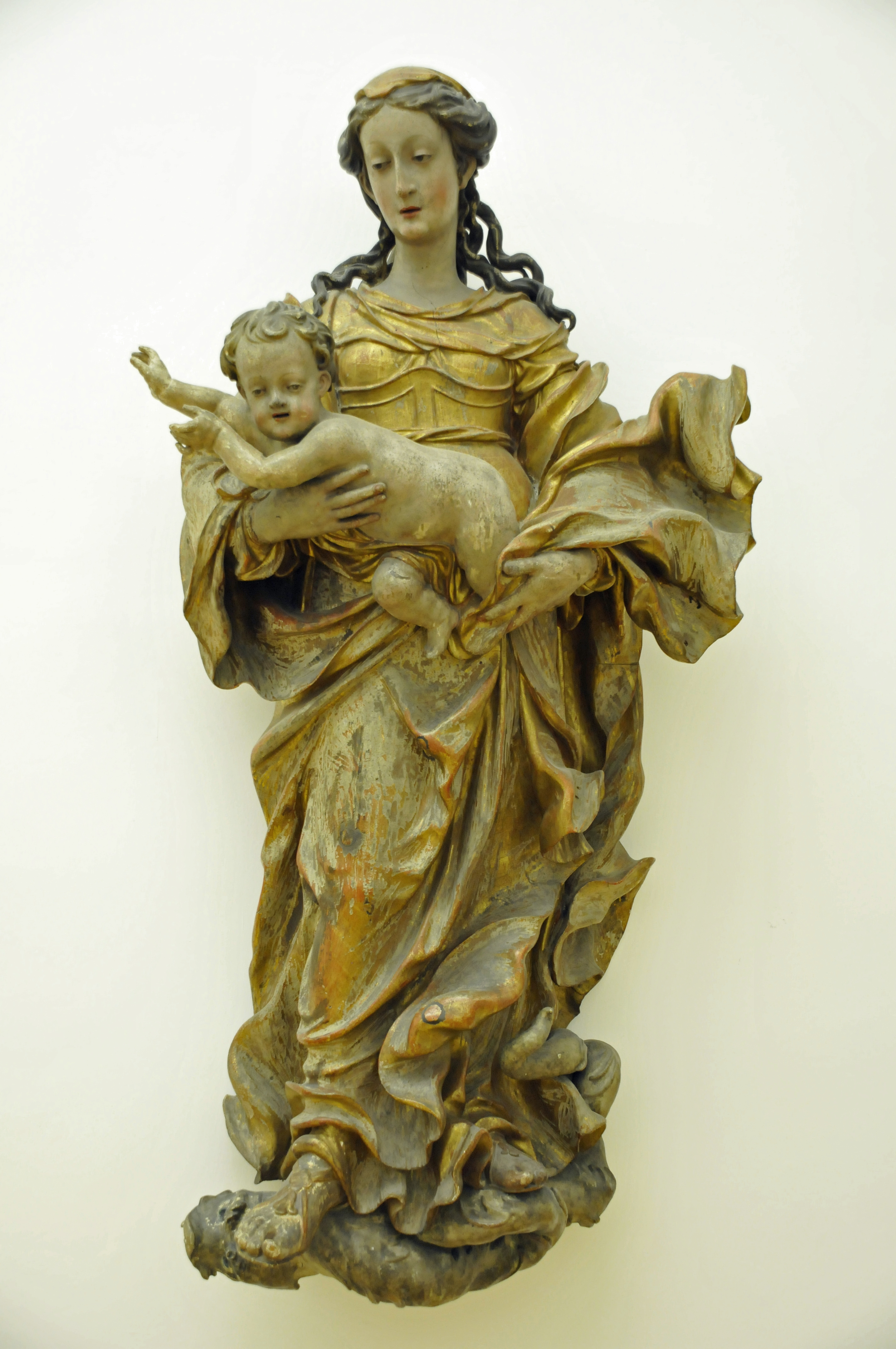
Maria mit dem Kind Holzgeschnitzt des Andreas Thamasch im Museum Ferdinandeum.

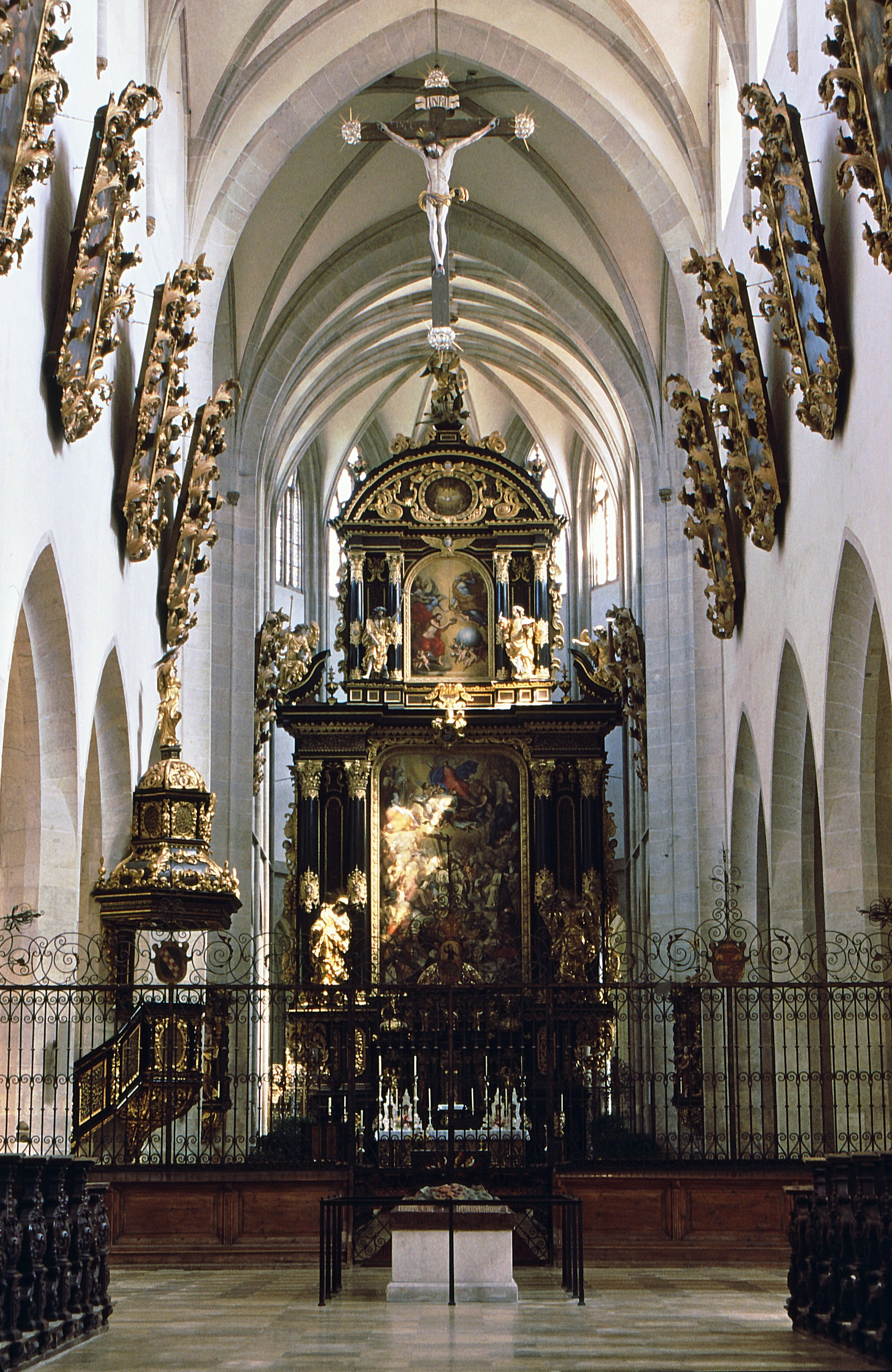
Hochaltar der Klosterkirche von Kaisheim

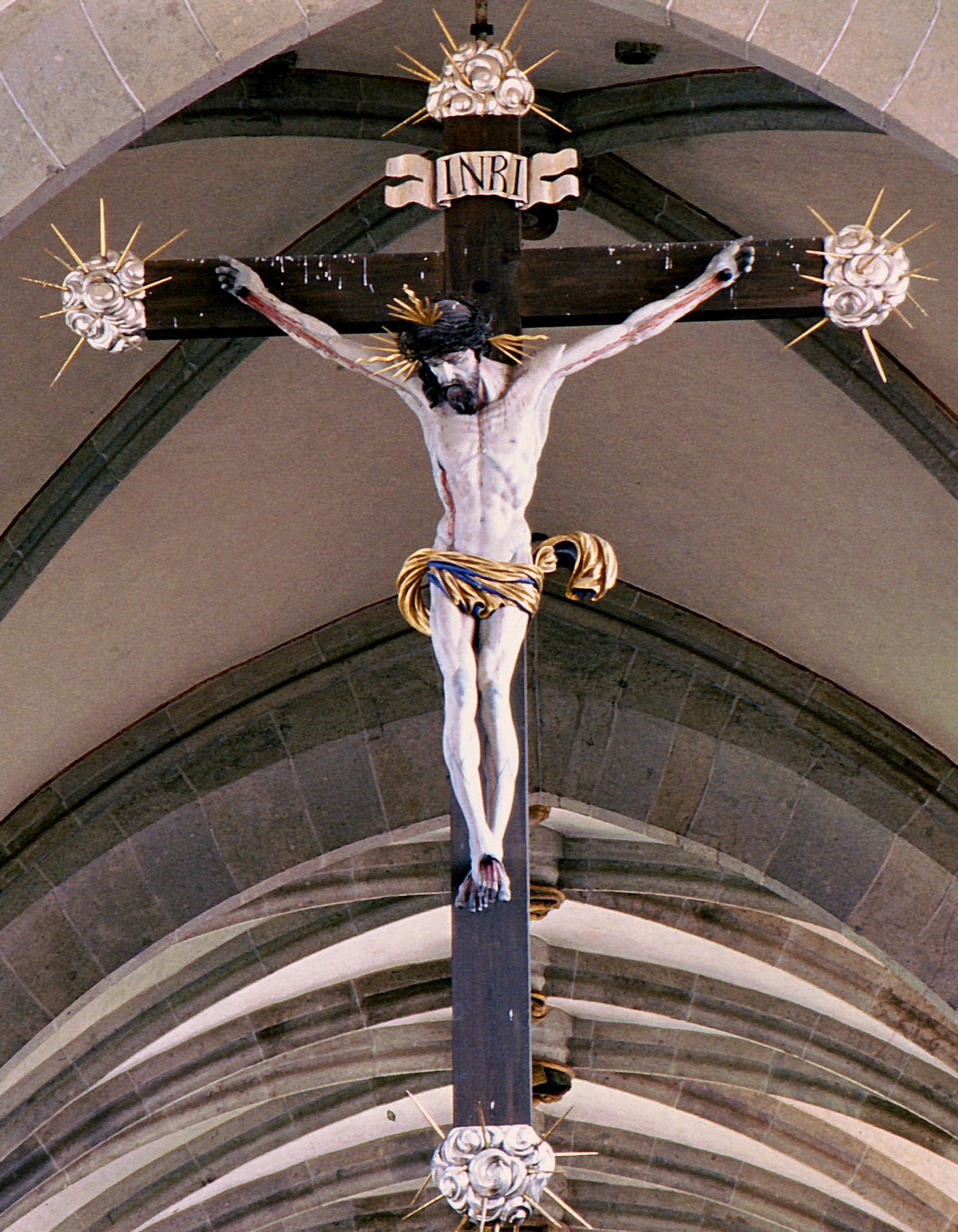
Chorbogenkruzifix in der Klosterkirche Kaisheim

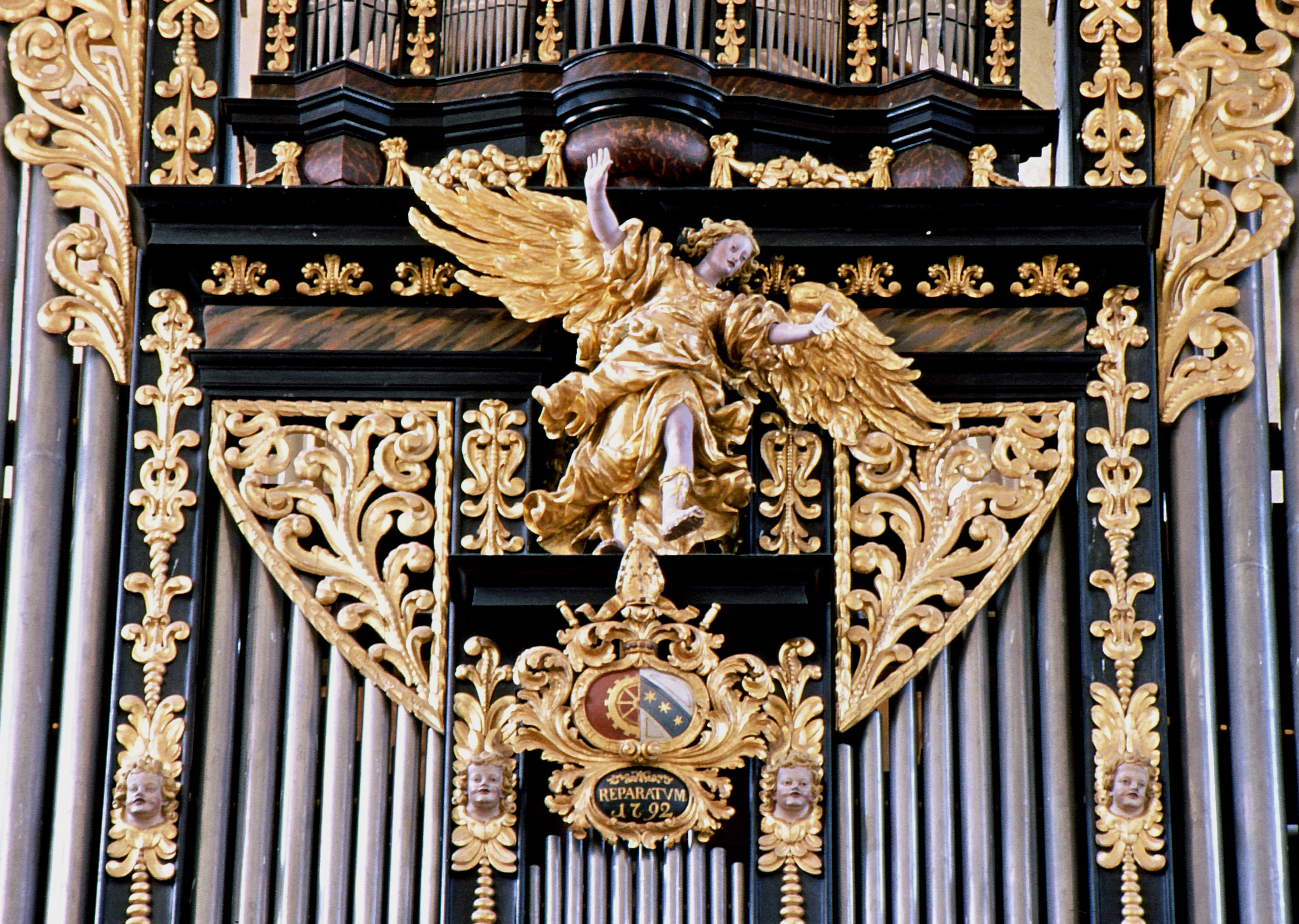
Engel am Orgelprospekt in Klosterkirche Kaisheim

## Leben
Über seine Kindheit ist wenig bekannt. Seine Eltern waren Johannes Thamasch und Barbara, geborene Senn. Bislang wurde vermutet, dass der Stamser Stiftsbildhauer Adam Payr (1631–1638) sein Lehrer war. Dies trifft jedoch nicht zu. Vielmehr absolvierte Thamasch seine Bildhauerlehre bei Michael Lechleitner aus Grins (Tirol), mit dem er von 1663 bis 1665 in der Frauenzisterze Gutenzell arbeitete und dort als Geselle freigesprochen wurde. Die späte Bildhauerlehre erklärt sich aus einer vorhergehenden Schreinerlehre. 1671 soll er Geselle bei dem bekannten Bildhauer Thomas Schwanthaler in Ried im Innkreis gewesen sein. Am 12. Februar 1692 heiratete er in Stams seine Haushälterin Maria Kleubenschedl. Die Ehe blieb kinderlos. 1696 wurde er Brudermeister der St.-Johannes-Bruderschaft, für die er ein Bruderschaftsschild schnitzte. Er starb im Alter von 58 Jahren.

## Werke für Stift Stams
Bekannt geworden ist Thamasch vor allem durch seine Tätigkeit für das Zisterzienser-Stift Stams, wo er 1674 zum Stiftsbildhauer ernannt wurde. Er soll die vier Seitenaltäre geschnitzt haben, die jedoch im 18. Jahrhundert durch neue ersetzt wurden. Urkundlich belegbar vollendete er 1684 das sogenannte „Österreichische Grab“, eine Gedenkstätte der Stams bestatteten Tiroler Landesfürsten in der Stiftskirche. Auf dem Altar stehen die Statuen der heiligen Fürsten Leopold und Wenzel und in Wandnischen die Figuren der hier begrabenen Fürsten und Fürstinnen. Diese Plastiken gehören zu den erstrangigen Schöpfungen des tirolerischen Barock. Auch eine Kreuzigungsgruppe mit Maria und Johannes sowie eine Darstellung Maria mit dem Kind schuf er für die Stiftskirche.

## Werke für Kloster Kaisheim in Schwaben
Das ehemalige Zisterzienser-Kloster Kaisheim (Reichsstift Kaisheim) ist Mutterkloster von Stams. Für die Kaisheimer Klosterkirche schuf Thamasch mehrere Werke: 1671 vollendete er den Hochaltar mit einem drei Meter hohen Chorbogenkruzifix, 1677 entstand der Orgelprospekt und 1682 die Josefsgruppe. Weitere Einzelfiguren werden ihm ebenfalls zugeschrieben.

## Werke in anderen Orten
- um 1690: Rosenkranzmadonna im Stadtmuseum Bozen
- um 1685: Statue Schmerzhafte Muttergottes in der Filialkirche Brennbichl
- nach 1695: zwei Schnitzfiguren Benedikt und Bernhard in der Pfarrkirche Wildermieming
- Mariahilfkapelle am Birkenberg bei Telfs: Hauptaltar (Marienaltar) und zwei Seitenaltäre
- urkundlich 1697 ein Pestkreuz und Seitenaltarfiguren in der Wallfahrtskirche Kaltenbrunn
- Landeck, Pestkapelle: Kruzifix
- Trauernde Maria Magdalena aus dem Ende des 17. Jahrhunderts aus der Werkstatt von Andreas Thamach in der Pfarrkirche Serfaus bei einem Kruzifix von Jörg Lederer

Weitere Werke befinden sich in Tiroler Kirchen und Museen, z. B. im Tiroler Landesmuseum in Innsbruck. Einige gelten als verschollen.